# Los Angeles Force
Los Angeles Force é um clube americano de futebol  profissional com sede em Whittier, Califórnia . 

## História
Em 2 de agosto de 2019, a National Independent Soccer Association anunciou a adição do Los Angeles Force antes da temporada inaugural da liga em 2019. O clube é afiliado ao FC Golden State Force da USL League Two. 

## Estatísticas

### Participações
|  | Participações em 2020 |

| Competição     | Competição               | Temporadas | Melhor campanha  | Estreia | Última | P | R |
| Estados Unidos | Lamar Hunt U.S. Open Cup | 1          | Estreante (2020) | 2020    | 2020   |   | – |